# Nacional FM
Nacional FM é uma emissora de rádio brasileira, com sede em Brasília, no Distrito Federal, que pertence a Empresa Brasil de Comunicação, opera em 96,1 FM, está no ar desde de 1976 foi a primeira rádio FM de Brasília, têm destaque na MPB tradicional e contemporânea, música instrumental, os novos talentos e a música dos artistas da cidade. Em 2021 a emissora se expandiu iniciando as transmissões em FM estendido na frequência 87,1 MHz em São Paulo, Recife e Belo Horizonte (nessa até julho de 2022 quando passou a transmitir a MEC FM). Em 2022 a emissora se expandiu para São Luís no Maranhão na frequência 93,7 MHz. Em 2023 expandiu-se para Foz do Iguaçu no Paraná na frequência 90.1 MHz.